# Лоренсо Аррасола-і-Гарсія
Лоренсо Аррасола-і-Гарсія (ісп. Lorenzo Arrazola y García; 10 серпня 1797—23 лютого 1873) — іспанський правник, державний і політичний діяч, голова уряду Іспанії взимку 1864 року. Окрім того, шість разів обіймав посаду міністра юстиції та двічі очолював Верховний суд Іспанії.